# V346 Centauri
V346 Centauri é uma estrela variável na constelação de Centaurus. Uma binária eclipsante do tipo Algol, sua magnitude aparente permanece constante em 8,50 na maior parte do tempo, diminuindo para 8,77 durante o eclipse do componente primário e 8,72 durante o eclipse do componente secundário, este último um eclipse total. A partir de medições de paralaxe pelo satélite Gaia, é calculado que esteja a uma distância de aproximadamente 2300 parsecs (7400 anos-luz) da Terra, um valor consistente com a estimativa indireta, baseada na sua luminosidade, de 2380 parsecs. O sistema é um membro confirmado do aglomerado aberto Stock 14, que contém várias outras estrelas OB jovens.
Os dois componentes do sistema são estrelas quentes de classe B com tipos espectrais de B0.5IV e B2V. A estrela primária apresenta indícios de ser uma estrela evoluída que já concluiu a fase de sequência principal, enquanto a secundária está no meio da sequência principal. A estrela primária tem uma massa de 12 vezes a massa solar, raio de 8,3 vezes o solar e uma temperatura efetiva de cerca de 27 000 K. A secundária é menor e mais fria, com 8,5 vezes a massa solar, 4,1 vezes o raio solar e temperatura de 25 000 K. Na faixa de luz visível, a primária contribui para 83,74% da luminosidade do sistema, enquanto a secundária contribui para o restante (16,26%). Não há indícios para a existência de uma terceira estrela no sistema.
A separação média entre as estrelas é de 39,358 ± 0,094 raios solares. A órbita do sistema possui uma excentricidade moderada de 0,287 e uma inclinação de 84,423 ± 0,017° em relação ao plano céu. Ela apresenta precessão apsidal com um período de 306 ± 4 anos, o que significa que seu argumento do periastro tem uma variação cíclica com esse período. Além disso, para melhor explicar os instantes de mínimo, o período orbital do sistema parece ter mudado abruptamente por volta do ano de 1965, diminuindo de um valor de 6,322123 dias antes dessa data para 6,321843 dias (queda de 24 segundos). A explicação para esse fenômeno é desconhecida.